# 赵汝翼
赵汝翼（1911年—1995年），男，辽宁辽阳人，中国动物学家，东北师范大学教授。

## 生平
1911年2月生于辽阳。先后就读于辽阳中央模范高小、辽宁省立第三师范学校。1929年考入东北大学教育学院博物专修科。1932年2月毕业。1934年由夏康农教授推荐赴北平担任中法大学助教。1940年8月调至北京师范大学担任讲师，1943年升为专任讲师，1944年升任副教授。1946年8月被国立东北大学植物系聘为动物学教授。1947年被国立长白师范学院抚顺分院聘为教授并任博物系主任。1948年东北解放后，由北平赴长春，1949年3月在东北大学（1950年改称东北师范大学）第三部学习。同年7月留校任教。此后历任教授、副系主任、系主任。兼任中国动物学会理事、中国贝类学会副理事长、长春市动物学会理事长、中国自然辩证法研究会理事等职。1987年离休。1994年获国务院政府特殊津贴。1995年去世。
1951年加入中国民主同盟。1955年被推选为民盟吉林省第一届省委委员。此后历任民盟吉林省委第三至五届常委，第六至八届副主委，民盟长春市委主委，民盟中央委员、第五届中央常委。1990年至1992年任民盟吉林省委代理主委。
长期从事动物学的教学和科研工作，代表性论著有《无脊椎动物学》《大连海产软体动物志》等。